# Kokanko Sata Doumba
Kokanko Sata Doumba, född 1968, är en musiker från Wassoulou i Mali. Hon spelar kamelen n'goni, en slags traditionell åttasträngad luta. Traditionellt är det mestadels män som spelar instrumentet, men som ung byggde Doumba själv ett instrument och lärde sig spela det på egen hand.
Doumba medverkar på Damon Albarns album Mali Music från 2002. 2008 spelade hon även tillsammans med Albarn under en konsert på Lincoln Center i New York.
2005 släpptes albumet Kokanko Sata på det brittiska skivbolaget Honest Jon's Records. 2014 turnerade hon i södra USA.